# Mont-Saint-Martin, Ardennes

Mont-Saint-Martin este o comună în departamentul Ardennes din nordul Franței. În 1 ianuarie 2022 avea o populație de 88 de locuitori.